# Kohei Yamamoto
Kohei Yamamoto (født 15. april 1986) er en tidligere japansk fodboldspiller.
Han har spillet for flere forskellige klubber i sin karriere, herunder Shonan Bellmare og Mito HollyHock.